# Medina melania
Medina melania là một loài ruồi trong họ Tachinidae.